# Thericles consperus
Thericles consperus är en insektsart som först beskrevs av Heinrich Hugo Karny 1910.  Thericles consperus ingår i släktet Thericles och familjen Thericleidae. Inga underarter finns listade i Catalogue of Life.